# 学寺
參數所指定的目標頁面不存在，建議更正成存在頁面或直接建立下列一個頁面（建立前請先搜尋是否有合適的存在頁面可以取代）：
- 玛仓寺 (消歧义)

学寺，藏语称“学贡”（藏語：ཤོ་དགོན，威利转写：sho dgon），又名“玛仓寺”（威利转写：smar tshang），位于西藏自治区昌都地区察雅县荣周乡佐通村，是一座藏传佛教玛仓噶举派寺院，也是玛仓噶举派的祖寺。

## 简介
察雅荣周佐通地方的学寺，由玛仓·喜饶僧格于1167年（宋咸淳三年）创建。该寺是玛仓噶举派的祖寺。
玛仓·喜饶僧格是玛仓噶举派的创始人，为帕木竹巴·多吉杰布的弟子，获得帕木竹巴·多吉杰布传授，后来兴建学寺（玛仓寺），传布噶举派教法。其法嗣有耶协坚赞、仁钦林巴等人。后来，玛仓噶举派与康区白玉的宁玛派合并，传承遂告中绝。
21世纪初，该建筑群虽早已毁塌，但从遗存的断壁残垣以及遍地的汉族瓦当，不难推知当年带有汉瓦屋顶的建筑规模。